# Церковь Святого Николая (Аржановская)
Церковь Святого Николая (Николаевская церковь) — утраченный православный храм в станице Арженовской Области Войска Донского (ныне станица Аржановская Волгоградской области) Зотовского благочиния.

## История
Первая церковь в станице Арженовской была деревянной, дата постройки неизвестна. В 1778 году, когда деревянная церковь обветшала, вместо неё была заложена каменная однопрестольная церковь, которую построили на средства прихожан в 1782 году. В этом же году при храме была выстроена каменная колокольня. С 1796 года священником церкви был Григорьев Иван Григорьевич.
В 1868 году храм ремонтировался и в нём стало два престола — во имя Святителя Чудотворца Николая и во имя Преображения Господня. Ограда вокруг церкви была каменная. Расстояние от церкви до консистории — 348 верст, до местного благочинного — 17 верст. Ближайшие к храму церкви: Знаменская церковь в станице Зотовской — в 5 верстах и Христорождественская церковь в станице Усть-Бузулукской — в 16 верстах.
Хутора прихода: Барминский, Солонцов, Сурков и Сенинский.
В советское время церковь была разрушена.
В Государственном архиве Волгоградской области имеются документы, относящиеся к Никольской церкви станицы Аржановской.